# Manolo Caro
Jesús Manuel Caro Serrano (Guadalajara, Jalisco, 20 de setembre de 1984) és un director de cinema mexicà, reconegut per dirigir La vida inmoral de la pareja ideal i la sèrie de televisió La casa de las flores, transmesa per Netflix i la minisèrie Alguien tiene que morir transmesa per la mateixa plataforma. També va dirigir Perfectos desconocidos.

## Biografia
Va néixer en Guadalajara, Jalisco, el 20 de setembre de 1984, fill de Norma Alicia Serrano i Gil Caro. Va estudiar arquitectura al Tecnológico de Monterrey, Campus Ciutat de Mèxic, posteriorment va estudiar direcció a l'Escola Internacional de Cinema de San Antonio de los Baños, a Cuba i a l'estudi de Juan Carlos Corazza, a Madrid. Caro és obertament gai.

## Filmografia

### Cinema
| Any  | Títol                                                                | Direcció | Producció | Notes        |
| ---- | -------------------------------------------------------------------- | -------- | --------- | ------------ |
| 2003 | La gran aventura de Mortadelo y Filemón                              | No       |           | Cameo.       |
| 2004 | Motel                                                                | Sí       |           | Curtmetratge |
| 2007 | Gente bien... atascada                                               | Sí       |           | Curtmetratge |
| 2008 | Lulú la del pez                                                      | Sí       |           | Curtmetratge |
| 2013 | No sé si cortarme las venas o dejármelas largas                      | Sí       |           |              |
| 2014 | La fabulosa y patética historia de un montaje I Love Romeo y Julieta | Sí       |           | Documental   |
| 2014 | Amor de mis amores                                                   | Sí       |           |              |
| 2015 | Elvira, te daría mi vida pero la estoy usando                        | Sí       |           |              |
| 2016 | La vida inmoral de la pareja ideal                                   | Sí       | Sí        |              |
| 2018 | Perfectos desconocidos                                               | Sí       | Sí        |              |
| 2021 | La Casa de las Flores: la película                                   | Sí       | Sí        |              |

### Televisió
| Any       | Títol                       | Direcció | Producció | Plataforma |
| --------- | --------------------------- | -------- | --------- | ---------- |
| 2018-2020 | La casa de las flores       | Sí       | Sí        | Netflix    |
| 2020      | Alguien tiene que morir     | Sí       | Sí        | Netflix    |
| 2022      | Érase una vez... pero ya no | Sí       | Sí        | Netflix    |